# Candelo
Candelo là một đô thị ở tỉnh Biella vùng Piedmont của nước Ý, có vị trí cách khoảng 60 km về phía đông bắc của of Torino và khoảng 4 km về phía đông nam của of Biella. Tại thời điểm ngày 31 tháng 12 năm 2004, đô thị này có dân số 7.989 người và diện tích là 15,1 km².
Candelo giáp các đô thị: Benna, Biella, Cossato, Gaglianico, Valdengo, Verrone, Vigliano Biellese.